# Espera (Cádis)
Espera é um município da Espanha na província de Cádiz, comunidade autónoma da Andaluzia, de área 123 km² com população de 3998 habitantes (2007) e densidade populacional de 31,10 hab/km².
Faz parte da Rota das aldeias brancas.

## Demografia
| Variação demográfica do município entre 1991 e 2004 | Variação demográfica do município entre 1991 e 2004 | Variação demográfica do município entre 1991 e 2004 | Variação demográfica do município entre 1991 e 2004 |
| --------------------------------------------------- | --------------------------------------------------- | --------------------------------------------------- | --------------------------------------------------- |
| 1991                                                | 1996                                                | 2001                                                | 2004                                                |
| 4113                                                | 3969                                                | 3928                                                | 3846                                                |